# سانتي جاياردوني
سانتي جاياردوني (بالإيطالية: Sante Gaiardoni)‏ (29 يونيو 1939 - 30 نوفمبر 2023)، هو دراج إيطالي سابق، ولد في فيلافرانكا دي فيرونا، إيطاليا. سبق أن شارك في دورة الألعاب الأولمبية الصيفية وفاز بميدالية أولمبية.

## الميداليات
| الميدالية | المسابقة                       |
| --------- | ------------------------------ |
| ذهبية     | الألعاب الأولمبية الصيفية 1960 |
| ذهبية     | الألعاب الأولمبية الصيفية 1960 |

## روابط خارجية
- سانتي جاياردوني على موقع أرشيف الدراجات (الإنجليزية)
- سانتي جاياردوني على موقع CycleBase (الإنجليزية)
- سانتي جاياردوني على موقع أوليمبيديا (الإنجليزية)
- سانتي جاياردوني على موقع اللجنة الأولمبية الإيطالية (الإيطالية)